# Borth (Wales)
Borth (walisisch mit Artikel Y Borth) ist ein Küstendorf, 7 Meilen nördlich von Aberystwyth in der Grafschaft Ceredigion, Wales. Die Bevölkerungszahl betrug 1.523 im Jahr 2001.

## Merkmale und Geschichte
Borth hat einen Strand und ist ein Urlaubsort. Es gibt eine Jugendherberge im Ort und zahlreiche Camping-Plätze in der Nähe. Ein alter Unterwasserwald ist bei Ebbe am Strand sichtbar, wo Stümpfe von Eichen, Kiefern und Birken zu sehen sind. Dieser Wald wird auch mit der Legende von Cantre’r Gwaelod assoziiert.
Cors Fochno, das einzige UNESCO-Biosphärenreservat in Wales, befindet sich bei dem Dorf.
Am 4. April 1876 wurde die gesamte Uppingham School aus Rutland, bestehend aus 300 Jungen, 30 Lehrern und ihren Familien, nach Borth für einen Zeitraum von 14 Monaten gebracht, um eine Typhus-Epidemie zu vermeiden.